# Столетие Коммунистической партии Китая
Столетие Коммунистической партии Китая (кит. 中国共产党成立100周年庆祝活动) — празднование векового юбилея этой организации, крупнейшей политической партии в мире. Состоялось 1 июля 2021 года — до чего юбилей назывался самым важным событием этого года в политической жизни КНР. Масштабное торжество сопровождалось серией сопутствующих, организованных по всему Китаю на разных уровнях.
Генеральным секретарём ЦК КПК Си Цзиньпином отмечалось, что на рубеже столетнего юбилея в рядах Компартии насчитывается свыше 91-го миллиона членов, сама она пользуется широкой поддержкой 1,4-миллиардного народа Китая, и находится в расцвете сил. Ещё в 2017 году Си указывал, что для партии, которая борется за вечное благополучие китайской нации, 100 лет — это самый расцвет. В докладе Си Цзиньпина на 19-м съезде КПК заявлялось, что партия поставила перед собой цель построить в стране к своему столетнему юбилею среднезажиточное общество. Столетия Компартии Китая и будущее самой КНР в 2049 году — назывались «двумя столетними юбилеями» (Two Centenaries). Накануне данного юбилея КПК Си Цзиньпин призвал её членов смело продвигаться вперед к приуроченной к столетию КНР цели — всестороннему построению модернизированного социалистического государства, а также к осуществлению китайской мечты о великом возрождении китайской нации.

## Предварительные события
В феврале этого года на совещании, посвященном старту кампании по изучению истории партии и просвещению всех членов КПК Си Цзиньпин на фоне грядущего столетнего юбилея партии подчеркнул важность изучения её истории. В честь столетия с момента основания КПК, в том же месяце совместно издательствами «Жэньминь чубаньшэ» и «Чжунгун данши чубаньшэ» выпущена книга по истории партии.
В марте — премьера документального сериала к юбилею (как представили его на Синьхуа: «Цикл из 100 8-минутных роликов продемонстрирует славную историю КПК и её достижения»).
31 мая представлено порядка ста красных туристических маршрутов, посвященных юбилею.
12—13 июня в Пекине прошла первая комплексная репетиция праздничных мероприятий по случаю юбилея; в репетиции, и по её обеспечению, на площади Тяньаньмэнь приняли участие более 14 тыс. человек (отрепетировали четыре части праздничной церемонии: подготовительную, торжественное собрание, процесс входа на церемонию и выхода с неё, а также реагирование в случае чрезвычайной ситуации).
23 июня Отдел пропаганды ЦК КПК опубликовал логотип для торжеств по случаю 100-летия со дня основания партии.
В связи с приближающейся датой политические организации, видные политические деятели и представители широких слоев общества со всего мира направляли поздравления в адрес КПК. Политические партии и лидеры некоторых стран в посланиях, адресованных генеральному секретарю Центрального комитета КПК Си Цзиньпину и самому ЦК, высоко оценивают успехи партии, достигнутые за прошедшее столетие, её важный вклад в мир и развитие во всем мире.
Китаем выражалась ответная благодарность России за поздравление и поддержку в связи с празднованием, в частности, 28 июня, в ходе разговора с президентом РФ Владимиром Путиным в формате видеоконференции, Си Цзиньпин отметил, что «Росархив передал ценные исторические документы, связанные с ранним периодом КПК, китайская сторона искренне благодарна за поздравление и поддержку со стороны нашего доброго соседа и истинного партнёра». Владимир Путин заметил, что «в свое время Советский Союз активно поддерживал китайских коммунистов в их революционной борьбе, оказал весомое содействие в партийном и государственном строительстве в период становления нового Китая». Также В. Путин указал, что в Москве создан музей, посвященный VI съезду КПК, состоявшемуся там в 1928 году.
29 июня прошла церемония вручения — впервые, в связи со столетием партии, — отличившимся членам КПК высшей партийной награды, ордена Первого июля. Генеральный секретарь Си Цзиньпин, вручавший награду, затем выступил с важной речью. Он заявил, что «за последнее столетие КПК вписала славные страницы в историю развития китайской нации и историю прогресса человечества», а «китайские коммунисты из поколения в поколение упорно боролись за национальную независимость и народное освобождение, а также за богатство и могущество страны и счастье народа».
Как характеризует происходящее Firstpost (15.06.2021): «От конкурсов сочинений в начальной школе до патриотических фильмов и бесконечного шествия речей, баннеров и заголовков новостей — Китай отмечает 100-летний юбилей КПК».
По мнению министра иностранных дел КНР Ван И, данное событие даст новый импульс развитию и возрождению Китая.

## 1 июля
В день празднования состоялся многотысячный митинг на центральной пекинской площади Тяньаньмэнь, с речью выступил верховный лидер Китая Си Цзиньпин. Он заявил, что без руководства со стороны Коммунистической партии создание нового Китая и достижение страной имеющегося уровня развития было бы невозможным. Как им было подчеркнуто, её руководство «является наиболее существенной характеристикой социализма с китайской спецификой». Си Цзиньпин также указал, что к данному юбилею удалось выполнить задачу построения в стране среднезажиточного общества и победить бедность. (Впоследствии член Постоянного комитета Политбюро Центрального комитета КПК и секретарь Центральной комиссии КПК по проверке дисциплины Чжао Лэцзи заметит, что эта важная речь Си Цзиньпина представила собою марксистское руководство к действию для всей партии и народа в целом — когда Китай вступает на новый путь в стремлении к целям второго века правления КПК.) Си Цзиньпином также было отмечено, что «китайский народ никогда не позволит какой-либо иностранной силе запугивать, угнетать или подчинять нас», и «любой, кто осмелится попытаться сделать это, разобьет в кровь свои головы о Великую стальную стену, выкованную более чем 1,4 миллиардов китайцев».
Как сообщали РИА Новости:
Руководство страны и 70 тысяч гостей, представляющих все национальности и слои общества Китая разместились на своих местах, после чего над площадью пролетели истребители и вертолеты, образовав в небе число «100» и «71» (в октябре этого года КНР отметит 72-ю годовщину основания — ред. РИА Новости). Премьер Госсовета КНР Ли Кэцян объявил торжественное собрание открытым, после чего почетный караул вынес на площадь флаг КНР под звуки 100 пушечных залпов, состоялась церемония поднятия флага и прозвучал гимн страны.

Председатель КНР, генеральный секретарь ЦК КПК Си Цзиньпин с трибуны, расположенной на стене Запретного города, обратился к собравшимся. В продолжительной речи китайского лидера слово «народ» прозвучало более 80 раз.
Участие в праздновании на площади Тяньаньмэнь приняли около 70 тыс. человек; многие, допущенные к церемонии, присутствовали в масках — в связи со сложной эпидемиологической ситуацией в мире, несмотря на полное отсутствие за последнее время в Пекине случаев заражения коронавирусом.
Проведение военного парада и не планировалось (он и прежде не организовывался в честь партийных юбилеев).
Как отмечается ТАСС в день торжества: «Празднование 100-летия в Пекине проходит в особо праздничной атмосфере, люди со всех регионов КНР выкладывают в соцсетях миллионы фотографий и небольших видеороликов».
После выступления руководства партии на юбилейном мероприятии ожидалась церемония награждения орденом Первого июля (Order of July the First) — высшей партийной наградой, учрежденной в 2017 году, предназначенной для наиболее выдающихся членов партии; первое награждение состоялось 29 июня. Также впервые проходит награждение медалью «50 лет в партии» — всех тех, чей стаж пребывания в рядах КПК к праздничной дате превысит полвека. Памятные отличия к дате должны были получить более семи миллионов членов партии.

## Память

### В нумизматике
Центробанк Китая выпустил памятные монеты к 100-летию КПК (впервые подобные из драгметаллов — ранее выпускались в 2011 и 1991 гг.).

### В филателии
1 июля 2021 года почта КНР выпустила серию из 20 почтовых марок «100-летие основания Коммунистической партии Китая» (номер серии 2021-16). Марки представляют последовательную историю 100-летней борьбы, развития, достижений КПК и страны под её руководством. Большинство марок озаглавлены устойчивыми выражениями из четырёх иероглифов (некоторые являются чэнъюями), характеризующими представленный исторический период. На марках, в частности, представлены: Дом-музей первого съезда КПК (1-я марка); барельефы Памятника народным героям (1-4-я марки); работа Мао Цзэдуна «О затяжной войне» (3-я марка); площадь Тяньаньмэнь во время провозглашения КНР (5-я марка); помощь Корее в войне с США (6-я марка); Конституция 1954 года, Дом народных собраний (7-я марка); нефтяное месторождение Дацин (8-я марка); начало политики реформ и открытости, особые экономические зоны (9-10-я марки); ГЭС «Три ущелья», специальные административные районы, вступление в ВТО, саммит АТЭС 2001 в Шанхае (11-я марка); «Шэньчжоу-5», Цинхай-Тибетская железная дорога, «Цзяолун», Национальный стадион (12-я марка); избавление от бедности, беспилотники в сельском хозяйстве, солнечная электростанция (13-я марка); ВВП достиг 1 трлн, экологическая теория двух гор, противодействие эпидемической ситуации (14-я марка); воины на параде, авианосец «Шаньдун», самолёт J-20, МБР «Дунфэн-41» (15-я марка); большой современный корабль как символ китайской мечты, 56 народностей Китая, инициатива «Один пояс и один путь», аэропорт Дасин, скоростной поезд «Возрождение», спутниковая система «Бэйдоу» (16-я марка). На 17-20-й марках представлены скульптурные композиции на фоне известных ландшафтов Китая: «Убеждения» и Тайшань, «Великие свершения» и Хукоу, «Штурм укреплений» и Янцзы, «Стремление к мечте» и Великая китайская стена.
В 2021 году была выпущена серия почтовых марок Сербии, посвящённая столетию Коммунистической партии Китая. Серия выпущена в виде малого листа, на котором изображены число 100, трибуна на площади Тяньаньмэнь, Великая Китайская стена, район Пудун в Шанхае и знаменитая «Красная лодка» — память о I съезде КПК.

## Фотогалерея

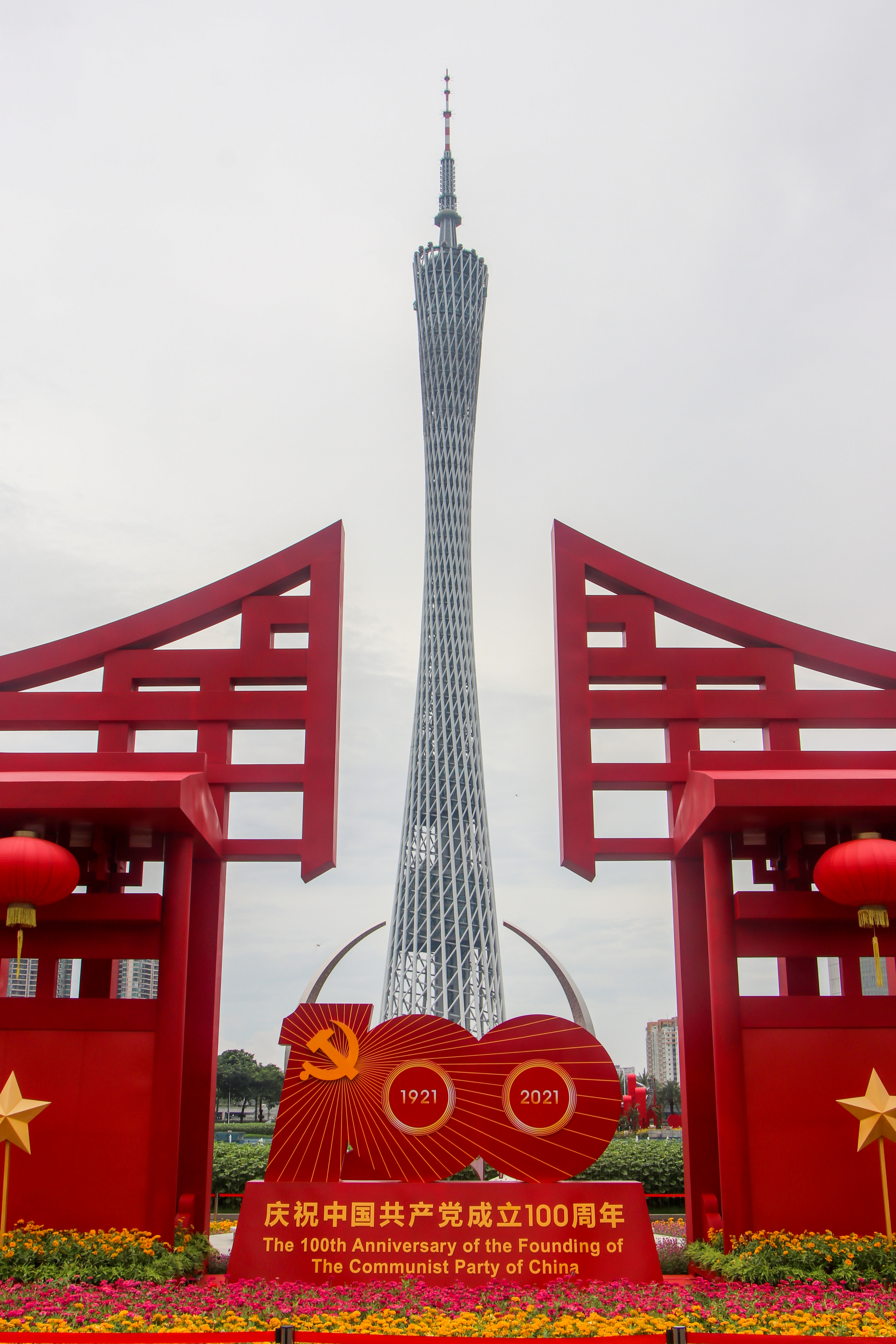
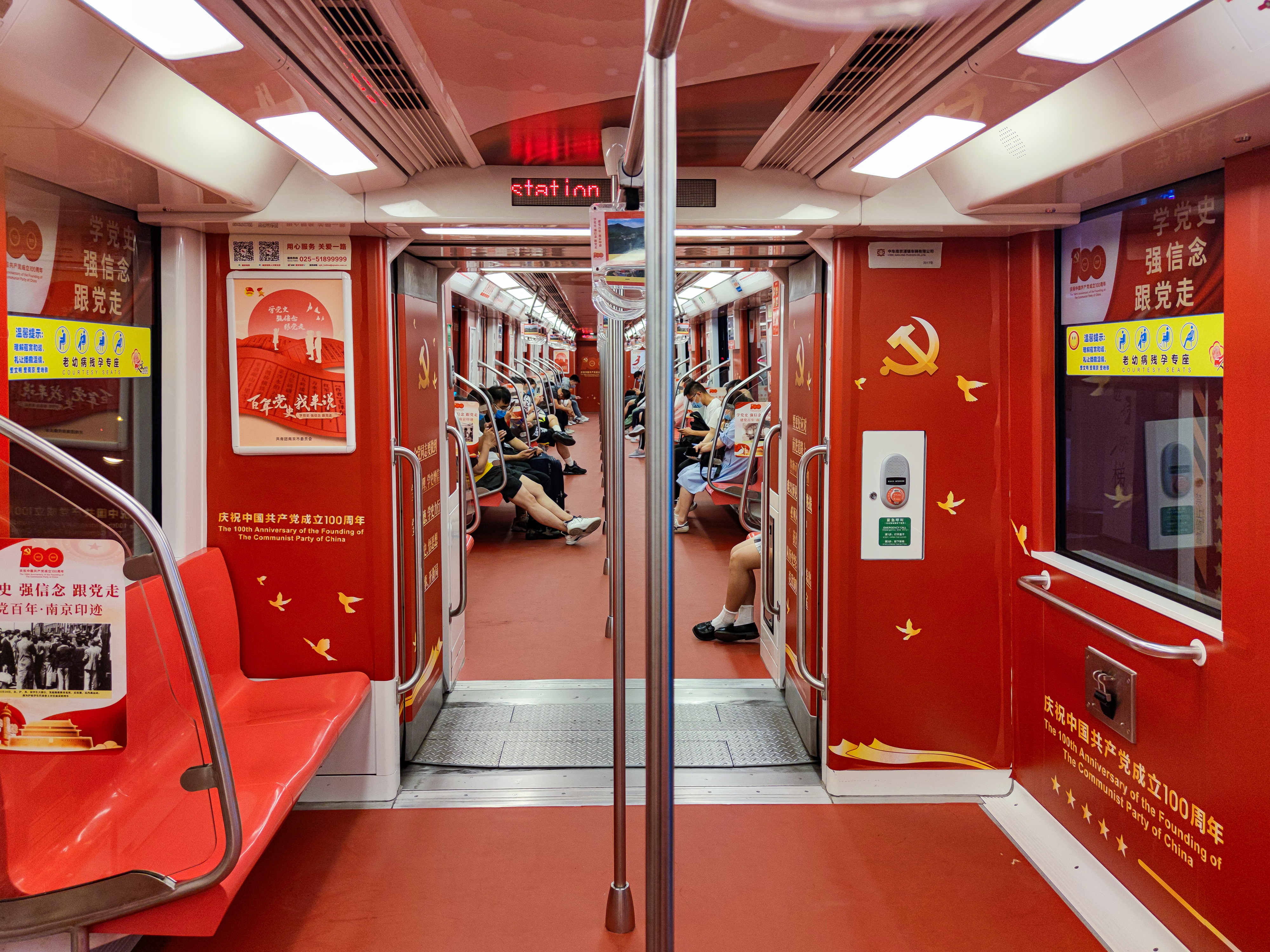
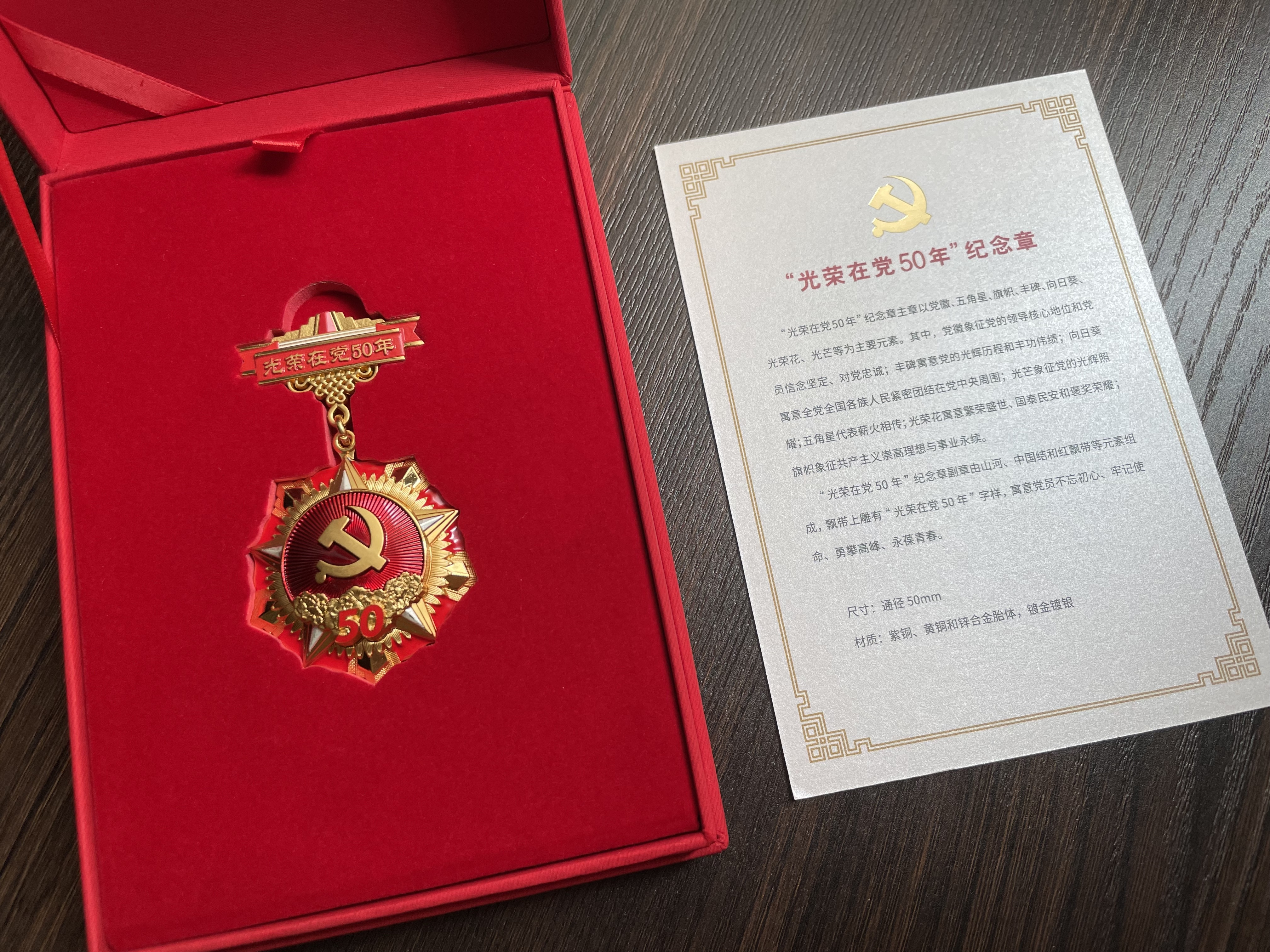
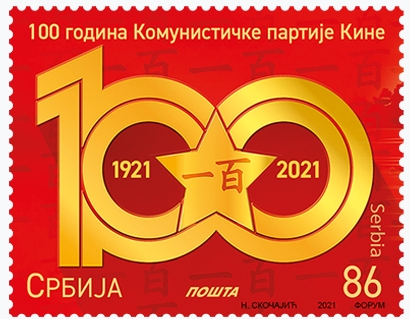
Почтовая марка Сербии 2021 года, посвящённая юбилею
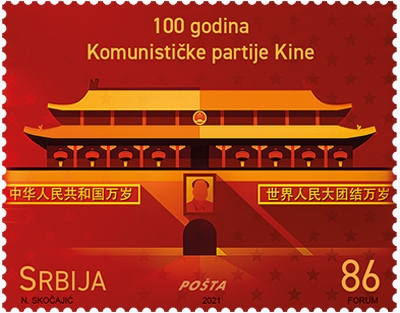
Почтовая марка Сербии 2021 года, посвящённая юбилею — трибуна на площади Тяньаньмэнь
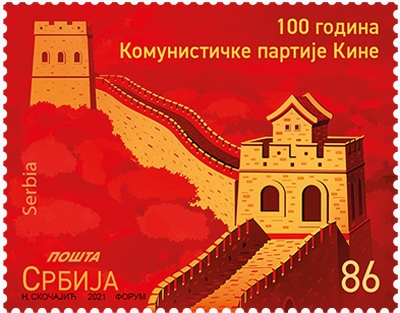
Почтовая марка Сербии 2021 года, посвящённая юбилею — Великая Китайская стена